# Rahman Ahmadi
Rahman Ahmadi (persisch رحمان احمدی; * 30. Juli 1980 in Nouschahr) ist ein ehemaliger iranischer Fußballtorhüter.

## Karriere

### Spieler

#### Klub
In seiner Jugend spielte er beim Shamoushak Noshahr FC, bei dem er zur Saison 2000/01 fest in die erste Mannschaft aufrückte. Zur Saison 2004/05 wechselte er zu Saipa Teheran. Nach vier weiteren Jahren folgte der nächste Wechsel zum Sepahan FC. Nachdem er hier kaum Einsätze bekommen hatte, schloss er sich zur Saison 2010/11 dem FC Persepolis an, bekam hier aber ebenfalls lediglich sechs Einsätze, womit er nach dem Ende der Saison wieder zu Sepahan zurückkehrte. In der Saison 2012/13 hütete er nochmal bei Saipa Teheran den Kasten und festigte hier einen Stammplatz. Zur nächsten Spielzeit kehrte er jedoch erneut zu Sepahan zurück, wo er diesmal nun länger blieb und am Ende mit seiner Mannschaft in der Saison 2014/15 auch die Meisterschaft gewann.
Zur Spielzeit 2016/17 wechselte er noch einmal weiter zu Paykan Teheran, sowie zur Saison 2018/19 zum FC Pars Jonoubi Jam, wo er nach der Spielzeit dann auch seine Karriere beendete.

#### Nationalmannschaft
Sein erster bekannter Einsatz für die iranische Nationalmannschaft war ein 2:1-Sieg über Jordanien während der Westasienmeisterschaft 2008.
Danach dauerte es vier weitere Jahre, bis er am 6. November 2012 seinen nächsten Einsatz bei einem Freundschaftsspiel gegen Tadschikistan hatte. Anschließend kam er im nächsten Jahr bei der Qualifikation für die Asienmeisterschaft 2015 und der Qualifikation für die Weltmeisterschaft 2014 zum Einsatz. Sein letzter Einsatz war dann bei einem 0:0-Freundschaftsspiel gegen Montenegro am 26. Mai 2014. Zwar war er noch Teil des iranischen Kaders bei der Weltmeisterschaft 2014, bekam hier jedoch keinen Einsatz.

### Trainer
Seit September 2020 ist er als Torwart-Trainer beim Sepahan FC angestellt.